# John Greaves (musicien)
Pour les articles homonymes, voir John Greaves.
John Greaves, né le 23 février 1950 à Prestatyn (pays de Galles), est un bassiste, pianiste, chanteur et compositeur britannique. Il est surtout connu pour sa participation au groupe de rock expérimental Henry Cow, ainsi que pour sa collaboration avec le musicien Peter Blegvad. Il est l'auteur de nombreux albums solo, dont Accident (1982), Parrot Fashions (1984), Songs (1995), The Caretaker (2001) et Greaves Verlaine (2008).

## Biographie
John Greaves naît à Prestatyn, dans le nord du Pays de Galles, mais grandit à Wrexham, dans le nord-est du pays. À l'âge de 12 ans, son père, qui dirige un orchestre de bal, lui offre une basse et au bout de six mois d’apprentissage, il intègre ledit orchestre. L’expérience durera quatre ans, pendant lesquels il acquerra un précieux savoir-faire en tant qu’instrumentiste et arrangeur. Il fréquente l’école primaire de Grove Park à Wrexham entre 1961 et 1968.
Cette même année, il intègre le Pembroke College de Cambridge pour y étudier l'anglais. C’est dans cette ville qu’il fait en 1969 la connaissance des membres d’un jeune groupe de rock d'avant-garde, Henry Cow. Celui-ci a vu le jour l’année précédente à l’initiative de deux étudiants, Fred Frith et Tim Hodgkinson, et a connu depuis de larges remaniements. Après avoir insisté pendant des mois, ils finissent par convaincre Greaves de les rejoindre en tant que bassiste, ce qu’il fait en octobre 1969. Après avoir concilié tant bien que mal ses activités avec le groupe et ses études, Greaves obtient sa licence de lettres en 1971. À la fin de cette année, Henry Cow trouve sa configuration définitive avec l’arrivée du batteur Chris Cutler. Greaves demeure au sein de Henry Cow jusqu'en mars 1976, des années émaillées de nombreuses tournées en Europe (sa femme Sarah est préposée au mixage des concerts) et par cinq albums studio (dont deux en partenariat avec Slapp Happy). Greaves apportera plusieurs compositions de sa plume au répertoire du groupe dont Half Asleep, Half Awake, enregistré sur le deuxième album, Unrest (1974).
Greaves quitte Henry Cow pour se consacrer à Kew. Rhone., un projet en collaboration avec Peter Blegvad de Slapp Happy et enregistré près de New York. Le partenariat Greaves-Blegvad était né durant la brève fusion d'Henry Cow et Slapp Happy entre novembre 1974 et avril 1975, leur première chanson commune, Bad Alchemy étant apparue sur l'album commun des deux groupes, Desperate Straights. Kew. Rhone. est un cycle de chansons dont toute la musique est composée par Greaves et les textes signés par Blegvad. Outre la basse, Greaves tient aussi les claviers et certaines parties vocales. L'album sort en 1977, crédité à Greaves, Blegvad et Lisa Herman, la chanteuse principale. Il est bien reçu par des critiques : AllMusic le décrira comme « un chef-d'œuvre injustement négligé du rock progressif des années 70... », et Robert Wyatt l'apprécie tant qu’il en achète deux exemplaires « au cas où le premier serait trop usé ! »
Après Kew. Rhone., Greaves retourne en Angleterre où il travaille dans le théâtre en tant que compositeur, arrangeur et même acteur. Début 1978, il rejoint National Health et restera dans ce groupe jusqu’à sa dissolution en 1980. Le quatuor tourne en Europe et aux États-Unis et publie en 1979 l'album Of Queues And Cures, pour lequel il signe le tour de force instrumental Squarer for Maud, puis en 1982 l’album de reformation DS al Coda ainsi qu’un live posthume, Play Time. Durant cette période (1979-88), il joue également dans le groupe d’improvisation libre Soft Heap avec Elton Dean (ex-Soft Machine), Pip Pyle (National Health) et le guitariste franc-tireur Mark Hewins.
Au début des années 1980, Greaves commence une série de projets solo et en collaboration. Avec le soutien du label indépendant franco-américain Europa, il enregistre son premier album solo, Accident, à Paris en 1981-82. Il s'installe de manière permanente en France en 1984 et forme alors un groupe de scène avec François Ovide (guitare et trombone), Denis van Hecke d'Aksak Maboul (violoncelle), Mireille Bauer (ex-Gong) (percussions) et le frère de Blegvad, Kristoffer Blegvad (chœurs). On retrouvera cette équipe sur son deuxième album solo, Parrot Fashions (1984). À cette époque, il enregistre et/ou tourne avec le Penguin Cafe Orchestra et l’orchestre de Michael Nyman. Il retrouve Peter Blegvad pour le projet The Lodge (avec Kristoffer Blegvad, Jakko Jakszyk et Anton Fier) qui enregistrera un album, Smell Of A Friend, en 1987 (mais ne donnera en tout et pour tout qu’une paire de concerts).
Pour son album suivant, La Petite Bouteille de Linge, en 1991, Greaves fait à nouveau appel à Ovide à la guitare, ainsi qu’à son vieux camarade Pip Pyle à la batterie et Sophia Domancich au piano. Au cours des années suivantes, sa musique prend une couleur plus acoustique et Greaves se fixe finalement sur une configuration sans batterie avec Domancich, Ovide (désormais à la guitare acoustique exclusivement) et le contrebassiste Paul Rogers. Le résultat est l'album Songs en 1995, constitué pour l’essentiel d’arrangements acoustiques de chansons de ses précédents albums, dont certaines remontent à Kew. Rhone. Greaves ne chante lui-même qu’une seule chanson, The Green Fuse (d’après un poème de Dylan Thomas), laissant la vedette à Robert Wyatt, à la chanteuse d'opéra Susan Belling, Kristoffer Blegvad et à la chanteuse de variété française Caroline Loeb. Pendant les années 1990, Greaves collabore également avec David Cunningham (en) des Flying Lizards pour greaves, cunningham en 1991, et avec Peter Blegvad pour Unearthed en 1995. Il tient également la basse dans le propre trio de Blegvad aux côtés de Chris Cutler à la batterie, ce dont témoigneront deux albums studio.
Au début des années 2000, Greaves décide de diviser son temps entre deux trios très contrastés : l'un, électrique, baptisé Roxongs avec François Ovide à la guitare (remplacé plus tard par Patrice Meyer puis par Jef Morin) et Manuel Denizet à la batterie, que l’on retrouve sur The Caretaker en 2001 ; et l'autre, acoustique, Jazzsongs, avec Sophia Domancich au piano et Vincent Courtois au violoncelle, qui officie sur The Trouble with Happiness en 2003, qui propose à nouveau un mélange de chansons anciennes et nouvelles, mais cette fois avec Greaves lui-même seul au chant.
Pensé au départ comme une suite au très apprécié, Songs, Chansons, qui paraît en 2004 chez Le Chant du Monde, est le résultat d’une collaboration entre Greaves, le poète Christophe Glockner et la chanteuse Elise Caron, pour une collection de chansons 100% inédites, avec une instrumentation principalement acoustique, avec également des apparitions de Robert Wyatt et Louis Sclavis.
Durant cette période, Greaves multiplie les apparitions en tant que chanteur dans divers projets. Il signe les textes et les parties vocales de deux chansons de l’album Fire & Forget (2005) du saxophoniste Julien Lourau, d’une grande partie du Snakes and Ladders (2010) de Sophia Domancich dans lequel il partage le micro avec Himiko Paganotti et Robert Wyatt, et tient seul le chant sur Songs From The Beginning d'Alain Blésing, projet revisitant des classiques du rock progressif anglais des années 1970 (King Crimson, Soft Machine, Henry Cow et Hatfield and the North entre autres), Sois Patient Car Le Loup de Catherine Delaunay (2011), mise en musique par la clarinettiste française de textes de Malcolm Lowry et In An English Garden de Post image (2012), projet célébrant les 25 ans du groupe de jazz-fusion bordelais. Après avoir vu deux de ses chansons interprétées par l'Orchestre national de jazz de Daniel Yvinec dans son hommage à Robert Wyatt, Greaves accomplit en janvier 2011 un rêve de toujours en chantant avec l'ONJ sur la scène du Théâtre du Châtelet à Paris plusieurs chansons de Billie Holiday, en solo ou aux côtés de Sandra Nkaké.
En 2005, Greaves publie un album sous la bannière Maman avec Jef Morin et le partenaire de ce dernier dans Les Recycleurs de Bruits, Nico Mizrahi (machines). À la même époque, il commence à travailler sur une série de projets qui s'étendra finalement sur une décennie, basés sur l'œuvre et la vie du poète français Paul Verlaine (1844-1896). Il réalise d'abord deux albums de ses propres mises en musique de poèmes de Verlaine, dans une esthétique résolument non rétro, en collaboration avec Les Recycleurs de Bruits : Greaves/Verlaine (2008) et Greaves/Verlaine 2 (2011). Outre ses camarades du groupe Roxongs, l'album fait intervenir des collaborateurs réguliers comme Jeanne Added (chant) et Scott Taylor (accordéon, trompette), ainsi que des apparitions de Karen Mantler et Dominique Pifarély. Lors des concerts de promotion de ces albums, Greaves est accompagné de formations allant d'un duo avec Taylor à l'accordéon à un septet électrique.
En 2012, Greaves se lance dans un autre projet autour de Verlaine, composant cette fois la musique sur un livret original d'Emmanuel Tugny et en faisant équipe avec un trio de chanteurs français, Elise Caron, Jeanne Added et Thomas de Pourquery. Verlaine Gisant est créé en décembre 2012 au Triton à la suite d'une résidence dans ce lieu, et sera ensuite été joué au Festival de Jazz d'Orléans et aux Sables-d'Olonnes. Un album studio sort en avril 2015 sur le label Signature de Bruno Letort, coïncidant avec la diffusion en direct d'un concert à la Maison de la Radio.
Après le décès de la bassoniste/hautboïste et compositrice Lindsay Cooper d'Henry Cow en 2013, Greaves, ainsi que les membres survivants du groupe et d'autres collaborateurs de Cooper, participent à trois concerts commémoratifs autour de sa musique en Angleterre et en Italie fin 2014. Par la suite, Greaves prend part à certains concerts de Half The Sky, un ensemble plus réduit formé par la pianiste Yumi Hara et comprenant d'autres anciens d'Henry Cow. Greaves joue également des sets entièrement improvisés avec Fred Frith et Chris Cutler en 2019, puis avec l'ajout de Tim Hodgkinson en 2022, le quatuor résultant, pratiquant toujours l'improvisation totale, adopte le nom de Henry Now, mais Greaves a été remplacé en 2024 par Annemarie Roelofs. Un autre groupe d'improvisation comprenant des anciens d'Henry Cow était The Artaud Beats, formée en 2009 et composée de Greaves, Cutler, Geoff Leigh et Yumi Hara. Greaves est également un invité spécial du projet Echoes of Henry Cow du flûtiste français Michel Edelin. Greaves récite des textes (principalement de Cutler) sur des variations autour de la musique d'Henry Cow et d'Art Bears réinterprétée par un quintet de jazz comprenant ses anciens collaborateurs Sophia Domancich, Sylvain Kassap et Simon Goubert.
En 2015, Greaves entame un partenariat avec le producteur italien Max Marchini, fondateur du label Dark Companion et responsable du label Manticore qui renaît pour l'occasion, et la chanteuse Annie Barbazza. Un concert solo donné à Plaisance en mai 2015 est publié sous le titre de Piacenza, et en 2018 un nouvel album studio, Life Size, un mélange de nouvelles et d'anciennes chansons (dont une reprise de God Song de Matching Mole) avec des invités comme Zeena Parkins, Jakko Jakszyk et Annie Barbazza. Il s'associe à cette dernière pour des concerts en duo, comme en témoigne l'album live Earthly Powers, qui comprend des reprises de Bob Dylan et de Leonard Cohen, ainsi qu'une nouvelle chanson de chacun. Greaves apparaît également sur l'album solo de Barbazza, Vive (2020).
Début 2020, Greaves célèbre ses 70 ans avec une résidence dominicale à La Gare Jazz à Paris, avec un effectif tournant comprenant nombre de ses collaborateurs de longue date. En 2022, sous la bannière Les Rendez-Vous de Greaves, il commence à se produire au Studio L'Accord Parfait, également à Paris.
Greaves participe (basse et chant occasionnel) à Folly Bololey, une réinterprétation de Rock Bottom de Robert Wyatt par le North Sea Radio Orchestra, créée en 2014 au festival des Nuits de Fourvière, avec Annie Barbazza comme chanteuse principale et d'autres invités dont William D. Drake (Cardiacs). Une interprétation live à Plaisance en 2018 est publiée sur le label Dark Companion l'année suivante, et d'autres concerts suivent, notamment un diffusé en direct à la Maison de la Radio à Paris en décembre 2019.
Zones, toujours pour le label Signature de Radio France, sort en octobre 2022. Greaves y met en musique des textes de Guillaume Apollinaire, aux côtés de ses collègues chanteuses Jeanne Added et Himiko Paganotti, avec le guitariste Olivier Mellano, autre collaborateur régulier, dans le fauteuil de coproducteur. Greaves a participé à divers projets de Mellano au cours de la dernière décennie, notamment Ici-Bas - Les Mélodies de Gabriel Fauré avec le projet BAUM de Mellano et divers autres vocalistes (joué dans la Cour d'Honneur du Festival d'Avignon en 2018), et H'art Songs, basé sur l'ensemble de chansons éponyme de Moondog en 1978 pour deux pianos, percussions et cinq vocalistes.
Greaves, Mellano et le batteur Régïs Boulard se produisent également en trio rock sous le nom de Gloyw, jouant à la fois de la musique improvisée et composée avec des textes, avec un album, My Father was a Tree, a paru en février 2025. Greaves a également formé un trio acoustique, pas encore nommé, avec lui-même au piano et au chant, Laurent Valéro (alto), collaborateur de longue date, et Mirabelle Gilis (violon, alto), collaboratrice de Hakim Hamadouche (avec qui Greaves a également joué) et de Miossec. Jouant des chansons de Zones ainsi que d'autres plus anciennes, le trio doit enregistrer en studio en mai 2024.
Le 5 août 2023, Greaves and Friends, avec Jakko Jakszyk et Mel Collins, membre du groupe King Crimson, ainsi que Barbazza, Valéro et Boulard, donne un concert unique à Plaisance. D'autres sont prévus en août et en octobre 2024. Egalement en 2024 sortiront un album instrumental, Timelines, et une apparition (avec Barbazza) sur Songs de Michael Mantler, avec un concert prévu pour le 1er septembre à Vienne.

## Vie privée
John Greaves vit actuellement à Paris avec sa compagne, l'artiste Laura Buxton, et leurs deux filles, Ailsa Grace et Millie. Il a également un fils, Ben, issu de son premier mariage.

## Discographie

### Solo / Artiste principal
- 1977 : Kew. Rhone (Virgin Records) (avec Peter Blegvad et Lisa Herman)
- 1982 : Accident (Europa)
- 1984 : Parrot Fashions (Europa)
- 1991 : La Petite Bouteille de Linge (La Lichère)
- 1991 : Greaves, Cunningham (Eva Records) (avec David Cunningham (en))
- 1995 : Unearthed (Sub Rosa) (avec Peter Blegvad)
- 1995 : Songs (Resurgence)
- 2001 : The Caretaker (Blueprint)
- 2001 : On the Street Where You Live (Blueprint) (avec Marcel Ballot et Patrice Meyer)
- 2003 : The Trouble With Happiness (Le Chant du Monde)
- 2004 : Chansons (Le Chant du Monde) (avec Elise Caron)
- 2005 : Tambien 1–7 (Resurgence)
- 2008 : Greaves Verlaine (ZigZag Territoires/Harmonia Mundi)
- 2012 : Greaves Verlaine 2 (Cristal Records/Harmonia Mundi)
- 2015 : Verlaine Gisant (Signature/France Musique) avec Emmanuel Tugny
- 2015 : Piacenza (Dark Companion)
- 2018 : Life Size (Manticore)
- 2020 : Passage Du Nord Ouest (Dark Companion)
- 2022 : Zones (Signature/France Musique)
- 2023 – Earthly Powers (live) (avec Annie Barbazza) (Dark Companion)
- 2024 – Timelines (Signature/Radiophonie)

### En collaboration

#### avecHenry Cow
- 1973 : Leg end (Virgin Records)
- 1974 : Unrest (Virgin Records|)
- 1975 : In Praise of Learning (Virgin Records)
- 1975 : Desperate Straights (Virgin Records) (avec Slapp Happy)
- 1976 : Henry Cow Concerts (Caroline Records)
- 2009 : The 40th Anniversary Henry Cow Box Set]' (Recommended Records)
- 2019 : The Henry Cow Box Redux: The Complete Henry Cow (Recommended)

#### avecNational Health
- 1979 : Of Queues and Cures (Charly)
- 1982 : D.S. Al Coda (Europa)
- 2001 : Play Time (live 1979) (Cuneiform Records)

#### avec The Lodge
- 1987 : Smell of a Friend (Antilles)

#### avec Dr. Huelsenbecks Mentale Heilmethod
- 1992 : Dada (Rough Trade Records)

#### avecPip Pyleet Philippe Marcel Iung
- 2001 : The Pig Part (Blueprint)

#### avecMarcel Kanche, Nicolas Pabiot et Akosh S.
- 2004 : Le Dogme des VI Jours (No Format!/Universal Jazz)

#### avec Maman
- 2005 : In And Out Of Life (Resurgence)

#### avec The Artaud Beats
- 2015 : Logos (Bonobo's Ark Records)

#### avec Gloyw
- 2025 : My Father was a Tree (Dark Companion Records)

### Participations

#### avecRobert Wyatt
- 1975 : Ruth Is Stranger Than Richard (Virgin Records)

#### avecDavid Thomas& The Pedestrians
- 1981 : Sound of the Sand (Rough Trade)

#### avecPeter Blegvad
- 1983 : The Naked Shakespeare (Virgin Records)
- 1985 : Knights Like This (Virgin Records)
- 1988 : Downtime (Recommended Records)
- 1995 : Just Woke Up (Recommended Records)
- 1998 : Hangman's Hill (Recommended Records)

#### avec Michael Nyman Band
- 1985 : The Kiss and Other Movements (E.G. Records)

#### avecSophia Domancich
- 1991 : Funerals (Gimini Music)
- 2010 : Snakes and Ladders (Cristal Records/Harmonia Mundi)

#### avecJohan Asherton
- 1992 : The Night Forlorn (Fnac/AureaMusic)

#### avecMichael Mantler
- 1987 : Live (ECM Records)
- 1997 : The School of Understanding (ECM Records)

#### avecPip Pyle
- 1998 : Seven Year Itch (Voiceprint Records

avec Les Pires
- 2000 : Cave Canem (Boucherie Productions)

#### avecJulien Lourau
- 2005 : Fire And Forget (Label Bleu)

#### avec Alain Blésing
- 2007 : Songs from the Beginning (Muséa)

#### avecSilvain Vanot
- 2009 : Bethesda (PIAS Recordings)

#### avec Catherine Delaunay
- 2011 : Sois Patient Car Le Loup (Les Neuf Filles de Zeus)

#### avecPost Image
- 2012 : In An English Garden (Aqui Label Musique)

#### avecEmmanuel Tugny
- 2021 : Les Molécules fidèles (BOOM Records)

#### avec Annie Barbazza
- 2020 : Vive (Dark Companion)